# Chelle-Spou
Chelle-Spou é uma comuna francesa na região administrativa de Occitânia, no departamento dos Altos Pirenéus. Estende-se por uma área de 4,58 km². Em 2010 a comuna tinha 118 habitantes (densidade: 25,8 hab./km²).